# ناحیه کاکومیرو
ناحیه کاکومیرو (به لاتین: Kakumiro District) یک منطقهٔ مسکونی در اوگاندا است که در استان غربی، اوگاندا واقع شده‌است. ناحیه کاکومیرو ۳۰۰٬۰۰۰ نفر جمعیت دارد و ۱٬۳۰۰ متر بالاتر از سطح دریا واقع شده‌است. 

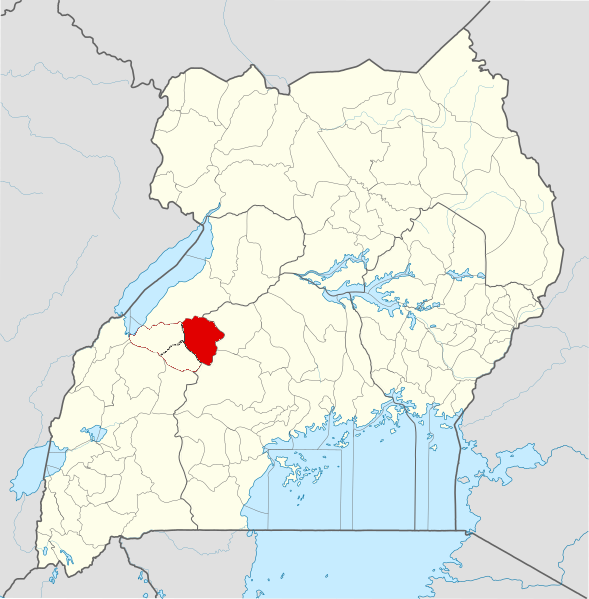
نمایی از ناحیه کاکومیرو